# بير كارلسون
بير كارلسون (بالسويدية: Per Karlsson) (2 يناير 1986 ستوكهولم السويد - ) هو لاعب كرة قدم سويدي، يلعب كمدافع.

## وصلات خارجية
بير كارلسون على موقع الاتحاد الأوربي (الإنجليزية)
- بير كارلسون على موقع اتحاد السويد (السويدية)
- بير كارلسون على موقع قاعدة بيانات كرة القدم.إي يو (الإنجليزية)
- بير كارلسون على موقع ناشيونال فوتبول تيمز (الإنجليزية)
- بير كارلسون على موقع Soccerway.com (الإنجليزية)
- بير كارلسون على موقع عالم كرة القدم.نت (الإنجليزية)
- بير كارلسون على موقع AS.com (الإسبانية)